# Michel Klein (vétérinaire)
Pour les articles homonymes, voir Michel Klein et Klein.
Michel Klein, né le 19 avril 1921 à Sighet (royaume de Roumanie) et mort le 19 octobre 2024 à Rueil-Malmaison, est un vétérinaire français.
Il est essentiellement connu pour son activité vétérinaire sur les animaux de zoo, ainsi que pour ses émissions télévisées de sensibilisation en faveur de la cause animale dans le monde.

## Biographie

### Résistant sous l'Occupation
Michel Klein est né en Roumanie,,. Dans son livre Ces Bêtes qui m’ont fait Homme, paru en 1976, Michel Klein relate sa tranche de vie aventurière dans Toulouse occupée, au sein de la Résistance, alors qu'il est jeune étudiant à l'École vétérinaire de Toulouse. Vila Rachline, ami de sa famille et frère de Lazare Rachline, dit Lucien, l'associe, en avril 1941, à ses activités de résistant dans le réseau toulousain PRUNUS, l'un des réseaux dirigés par Maurice James Buckmaster de l'Intelligence Service, patron du SOE initié par Winston Churchill en juillet 1940, au cours de la débâcle.
Font partie du réseau PRUNUS, le directeur de l'école vétérinaire, Marcel Petit (1888-1986), et le secrétaire général de l'École, Paul Dupin. Le réseau PRUNUS est dirigé par Maurice Pertschuk (1921-1945) dit Eugène ou Gérard selon le secteur sur lequel il opère. Le 12 avril 1943, en soirée, des arrestations, au  22  rue  des  Pyrénées  à Toulouse, dont  celle du  jeune chef de  réseau, Maurice  Pertschuk, puis, le 15 avril, à Fonsorbes, de son radio Marcus Bloom, signifieront la fin tragique du réseau PRUNUS. Pertschuk, déporté à Buchenwald, sera exécuté par pendaison le 29 mars 1945, treize jours avant la libération du camp, ainsi que Bloom à Mauthausen le 6 septembre 1944. Le mardi 13 avril 1943, en matinée, la Gestapo arrête Marcel Petit et Paul Dupin à l'École vétérinaire. Ils sont déportés eux aussi à Buchenwald, puis à  Dora pour Marcel Petit. Ils reviennent en France en mai 1945. Dupin, malade, que Michel Klein est allé accueillir à Thionville pour le ramener à Toulouse, décèdera en juillet 1945. Michel Klein échappa de peu à l'arrestation au sein de l'École. Dans son livre Contrainte par corps, Marcel Petit relate que dans l'interrogatoire avec les tortures qu'il dut subir, on voulut lui faire croire que Michel Klein avait aussi été arrêté : « si Klein était arrêté, ça se saurait et on me l'aurait déjà montré » écrit-il. Vila Rachline poursuivra le combat mais il sera arrêté et fusillé à Lyon, le jour même du débarquement, le 6 juin 1944.
Michel Klein rapporte dans son livre comment il a vécu ces évènements dramatiques. Au-delà, il y a sa cache dans une métairie « perdue au fond de l'Auvergne » puis la fuite à nouveau, la traversée des Pyrénées et le refuge en Espagne sous un pseudonyme anglais, sans possibilité de rejoindre le théâtre des combats.
Avec une écriture galopante, presque sur le ton de l'anecdote, c'est la vérité, c'est la vie du jeune étudiant résistant qui défile, engagé dans l'action et qui semble se jouer des évènements et des difficultés, porté par un moral optimiste et combatif, comme on peut juger dans les extraits de son livre Ces bêtes qui m'ont fait homme. Ils livrent le fond de sa personnalité. Ils donnent aussi tout son sens au propos d'Emmanuel d'Astier de La Vigerie qui qualifiait la Résistance de « grand jeu enfantin et mortel ».

#### Une famille juive dans l'enfer de la Shoah
Alors qu'il est en Espagne, il apprend la déportation de ses parents et de sa sœur Hélène à Auschwitz depuis la Roumanie. Ses parents y disparaîtront, sa sœur Hélène est placée dans des camps de travail d'où elle s'évade cinq fois. Après la chute des nazis, il va la chercher à Thionville en 1945. Avec la même énergie et la même combativité, Hélène reviendra ensuite en Roumanie pour arracher l'amour de sa vie, Victor, des geôles communistes, et le ramener en France.

### Vétérinaire praticien, homme des médias, apôtre de la protection animale et du lien homme-animal

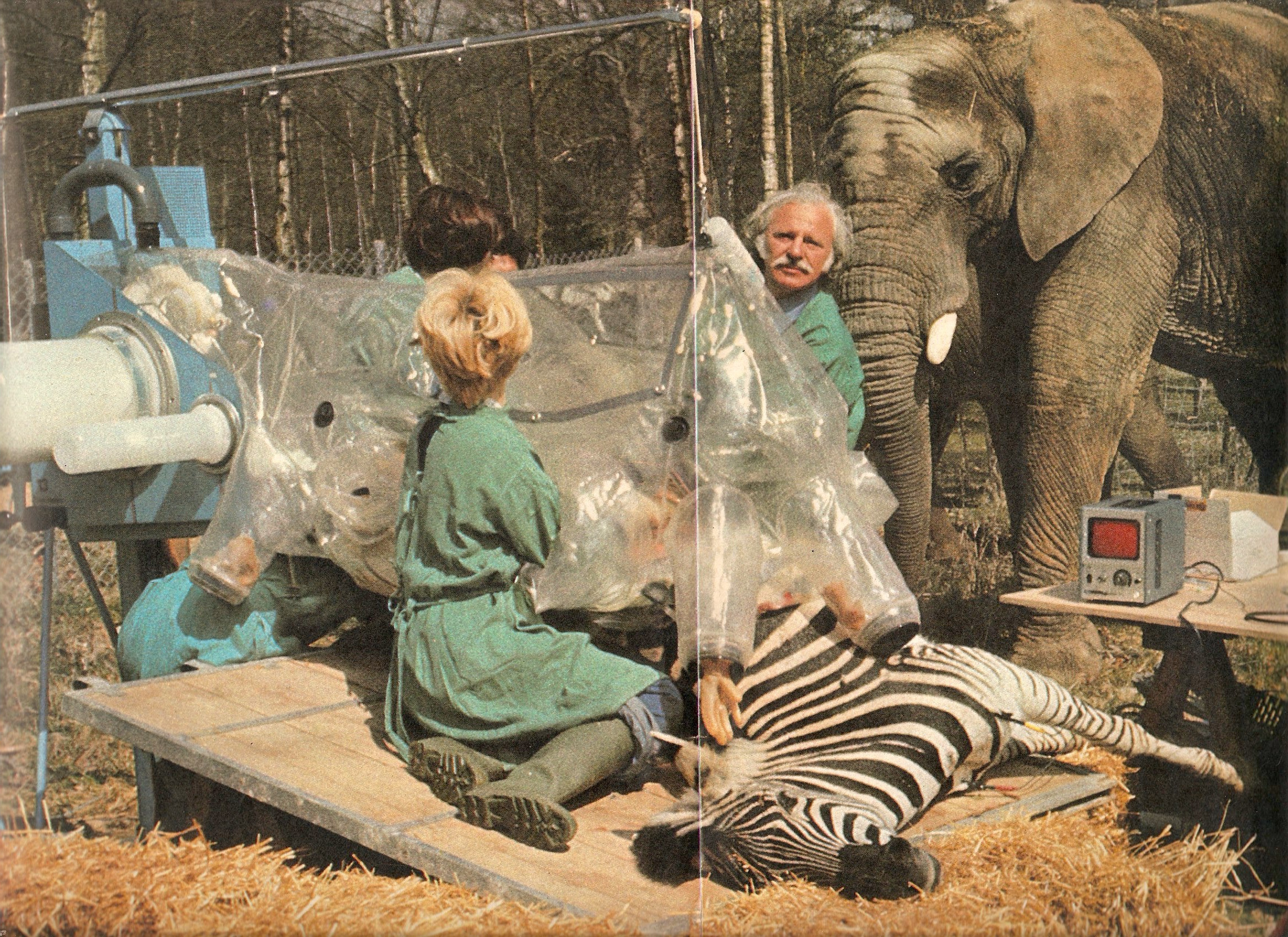
À Thoiry, première utilisation d'une bulle stérile, par Michel Klein, ovariohysterectomie d'une zébresse sous anesthésie générale.

À la Libération, il reprend et achève ses études à l'École nationale vétérinaire d'Alfort, puis entame sa carrière tout en parcourant le monde, s'occupant des « personnes déplacées » dans le cadre des Nations unies. C'est au cours de ces voyages qu'il découvre les animaux sauvages.

Hydratation d'une lionne en catalepsie.

#### Vétérinaire praticien, à la ville et dans les parcs zoologiques
Michel Klein exerce en clientèle « canine » dans sa clinique parisienne, boulevard des Batignolles. Il a été appelé au zoo d'Ermenonville pour soigner les animaux de Jean Richard, dont il a été l'ami jusqu'à la fin de sa vie. C'est ainsi qu'il s'est spécialisé dans les opérations d'animaux de zoo et de cirque. Il a été le premier en France à utiliser différents outils chirurgicaux : bulle chirurgicale pour opérer en milieu stérile, anesthésie générale d'éléphant et de bien d'autres espèces, imagerie médicale, échographie, radiologie enregistrée sous scopie et scanner. Première échocardiographie en temps réel d'un tigron à Thoiry, lors de la 500e émission Les Animaux du Monde, en direct à la télévision.
Avec les docteurs Bernard de Parade et Henri Arion, chirurgiens, ils ont réalisé des valvules cardiaques en matière synthétique ainsi que le système équivalant aux paramètres identiques à ceux d'un cœur. En 1968, ces valvules sont greffées à trois chiens à l'hôpital Broussais, service du professeur Dubost. Pour l'être humain, il faudrait un milliard de battements, 10 ans de vie, pour le chien 300 millions suffisent.
Avec le docteur Jean de Grouchy, généticien à hôpital Necker, il participe à l'étude des chromosomes de l'Homme et des Pongidés, les grands singes, gorilles, chimpanzés, bonobos, gibbons, orangs-outans. Ils ont montré que ces caryotypes, tableaux chromosomiques, ont d'importantes similitudes, publiées dans les Annales de Génétique en 1970.
En 1984, lors d'un colloque au Val-de-Grâce, Michel Klein affirme que « Un chien qui renifle le bas d'un pantalon sait ce qu'il y a dans votre caboche ! », contesté par les médecins présents. Il leur explique que l'équipement sensitif de l'animal permet la captation de nos intentions grâce à la télépathie. « Tous les animaux sont télépathes », dit-il.
Dès 1957, il fut approché par Aubry et Pezières, confrères à Paris, afin de participer à la création d'un groupe de vétérinaires canins, qui n'existait pas encore. Peu après, il proposa la création d'un service de garde le dimanche et jours fériés, ce qui fut mis en place dès 1960.
Le SAMU fut créé 8 ans plus tard...
Il a  participé avec le comte Paul de La Panouse à la création du parc animalier du château de Thoiry, première « réserve africaine » d'Europe, inaugurée en mai 1968.
Associé à Hubert Masquefa, directeur du zoo du bois d'Attilly à Ozoir-la-Ferrière, Michel Klein est le fondateur en 1969 du zoo de Fréjus.

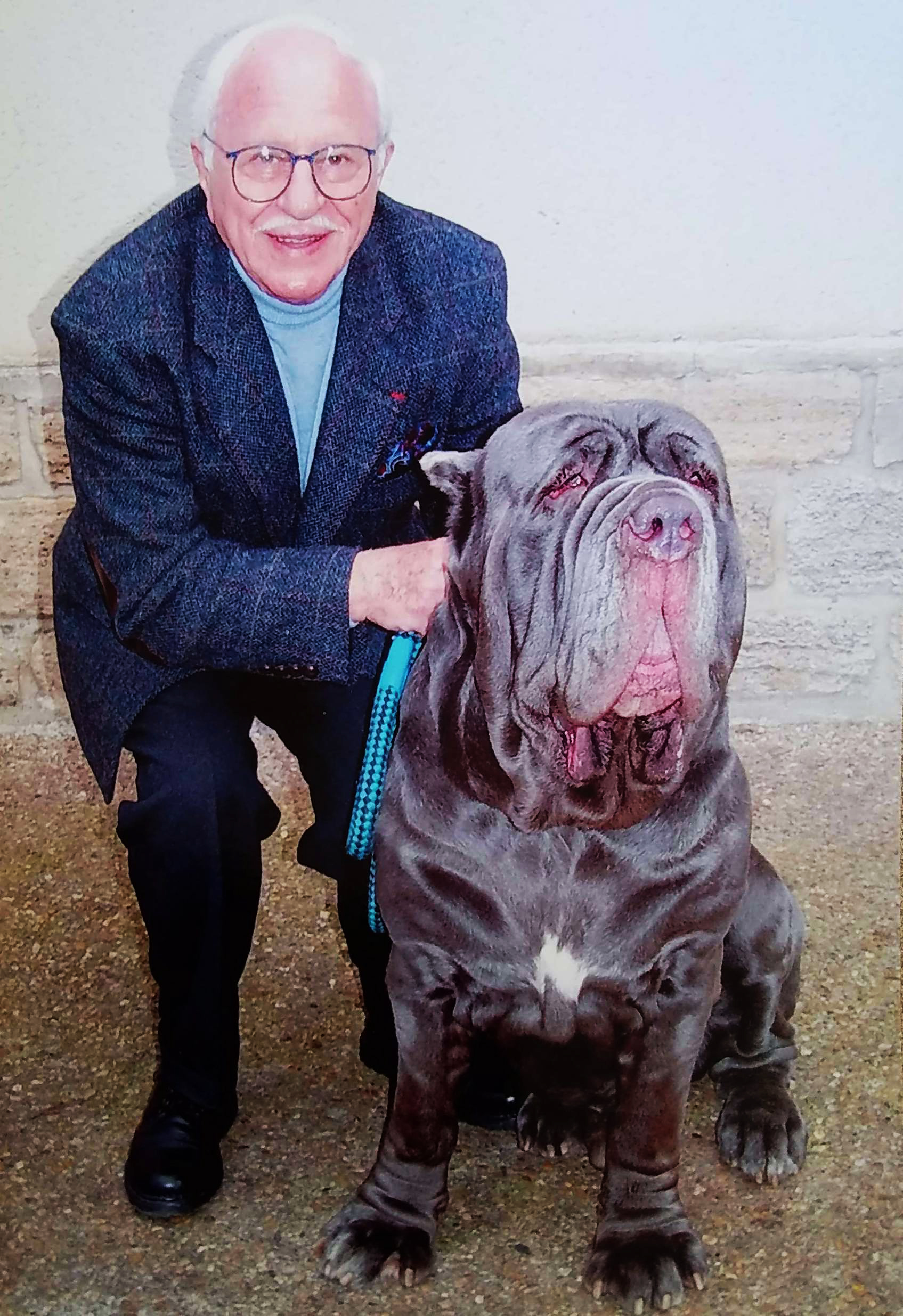
Michel Klein avec un chien Mâtin de Naples.

L'un de ses premiers exploits fut l'anesthésie générale de « Charly », ours brun de l'Oural environ 450 kg, des Bouglione, installés au Luna Park, actuelle porte Maillot, pas de périphérique à cette époque, opéré car gravement blessé par un congénère, publié dans le magazine Détective, film photos.

#### Vétérinaire sur les écrans de télévision
En 1958, un an après son installation, Michel Klein fit une intervention sous anesthésie générale d'une guenon âgée de 10 ans présentant de grandes canines dangereuses, en les dévitalisant après résection et filmé par une équipe de télévision, assez embryonnaire encore, mais diffusée copieusement. À la suite de quoi il fut invité à l'émission principale du dimanche par Jean Nohain et André Leclerc, il s'y rendit avec un perroquet sur son épaule et parla des bêtes. Ce fut sa première participation à la télévision.
Le Dr Klein collabore au long métrage de Claude Autant-Lara, La Jument verte. Afin de respecter la trame du film, l'équipe doit colorer quotidiennement la  jument dans un vert « Douanier Rousseau ». Afin de ne pas l'intoxiquer, il imagine un mélange d'une molécule de couleur jaune utilisée dans les maladies tropicales avec du « vert-sulfo » ophtalmologique associé à un anti infectieux la gonacrine .
Il crée en 1960 l'émission Je cherche un maître relative aux chiens abandonnés dont le producteur est Frédéric Rossif. Puis, en 1963, il collabore avec lui dans le film Les Animaux, grand classique du ralenti, avec la caméra ayant servi lors des essais nucléaires en Algérie.
À partir de 1969, il fait partie de l'équipe de spécialistes animaliers auxquels fait appel François de La Grange pour son émission télévisée Les Animaux du monde.
Il est présent dans diverses émissions, notamment à destination de la jeunesse, comme Les Mercredis de la jeunesse.
Il a participé à l'émission 30 millions d'amis créée en 1974 et entretient des relations durables avec cette production télévisée. De nombreux enregistrements ont lieu dans sa nouvelle clinique à Beaugrenelle ouverte en 1981. Il y a installé des innovations technologiques majeures. Sur 700 m2, dimension exceptionnelle à l'époque, les animaux familiers ainsi que de nombreuses espèces exotiques y sont traités à l'égal de l'homme. La salle chirurgicale est équipée d'un système de production d'air stérile par flux laminaire, 600 m3/min, filtré à 2 microns. Les parois et le double plancher sont antistatiques, absence totale de microparticules. Tout l'équipement chirurgical est stérilisé dans l'autoclave présent dans la salle.
Il a créé et animé, avec son amie de longue date, l'animatrice Dorothée, l'émission Terre, attention, danger sur TF1, en 1991. Précurseur en matière de défense des espèces animales en voie de disparition, il affirme que « l'explosion démographique exponentielle de l'espèce humaine met en danger leur vie, car obligées de céder leur espace vital ». Le générique illustre ce combat : « Par la faute de l'Homme, de nombreuses espèces animales sont menacées de disparition, si nous n'y prenons pas garde, un jour c'est l'Homme qui disparaîtra ! ».
Il est également chroniqueur animalier dans l'émission Club Dorothée sur TF1, présentant chaque mercredi pendant dix ans des milliers d'animaux aussi divers que variés, le plus souvent en direct. Dans ces mêmes années, dans Télématin animé par William Leymergie sur Antenne 2, il présente des animaux domestiques et exotiques, par exemple un tigre adulte sans laisse ni collier sur le plateau. 
En 2008, il fait plusieurs apparitions aux côtés de Dorothée sur la chaîne IDF1.
Il est intervenu sur Europe 1, durant deux décennies, et sur d'autres radios. Tous les mercredis après-midi, de 2014 à 2016, dans son émission Allo véto sur Ici et Maintenant !, il dialogue en direct avec les auditeurs.

#### La protection animale

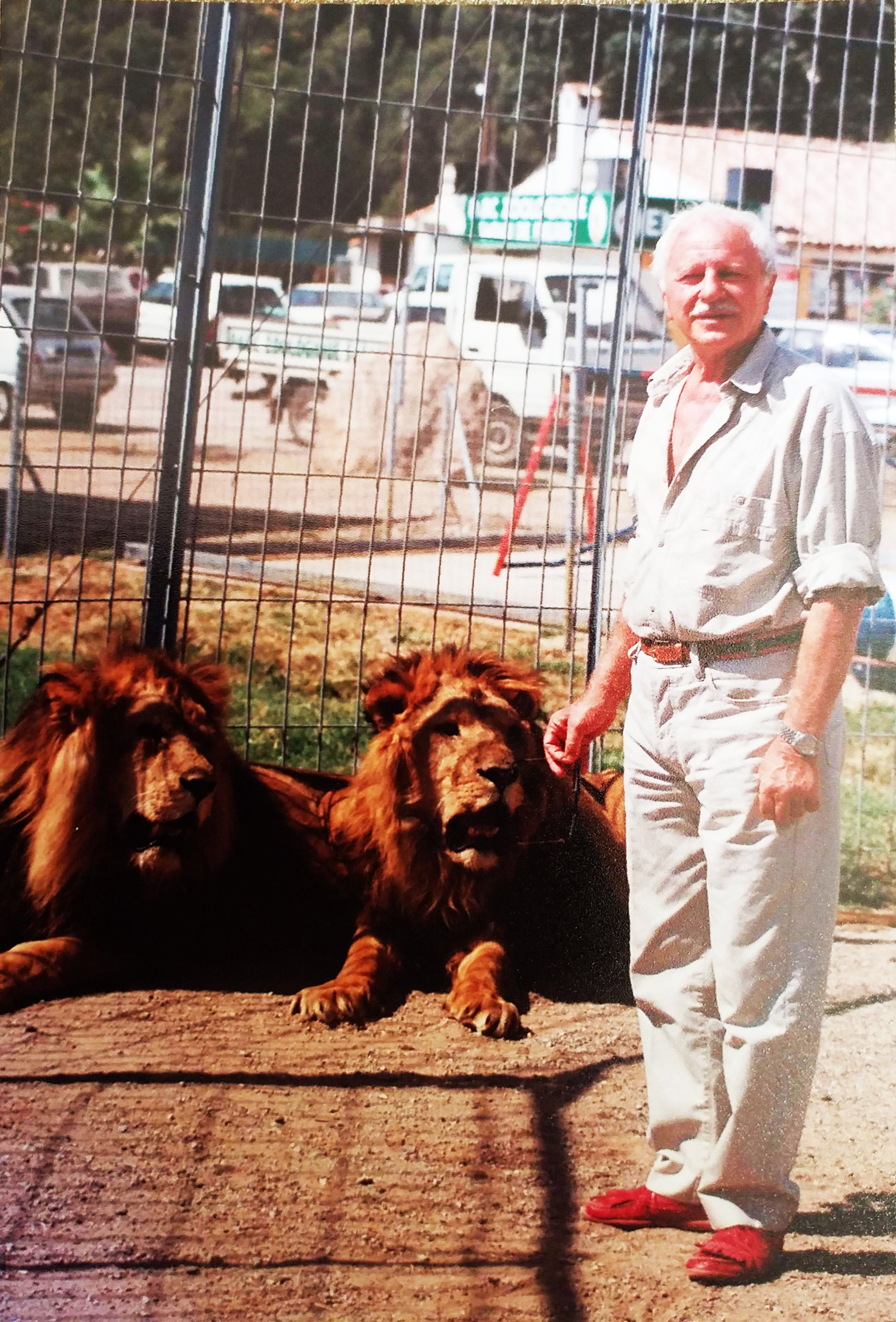
Le docteur Klein et deux lions.

Passionné d'animaux de toutes sortes, Michel Klein a cherché par tous les moyens, dont tous ceux qui sont utilisés pour l'homme, à les soulager sinon les guérir ou à les sauver, allant jusqu'à adopter certains petits sans mère.
Il propose, en 1970, au Premier ministre Jacques Chaban-Delmas le tatouage des chiens pour identification.
Conseiller d'André Jarrot, ministre de la Qualité De la Vie, Michel Klein propose le projet qui débouche à la Loi du 10 juillet 1976 dont le chapitre II « De la protection de l'Animal », exprime le principe aboutissant à l'article 9 : « Tout animal étant un être sensible doit être traité dans les conditions compatibles avec les impératifs biologiques de son espèce ».
Il a été vice-président de la Société de protection des animaux (SPA} de 1960 à 1978, cofondateur du refuge de Gennevilliers, inauguré en 1973 en présence de Jacqueline Thome-Patenôtre et de Brigitte Bardot, cofondateur du CNPA, Conseil National de la Protection animale en 1970, ainsi que premier vétérinaire élu au comité directeur de la Société centrale canine, créée en 1882 et reconnue d'utilité publique en 1914.

#### Les chiens guides pour aveugles et malvoyants

Chien Lumière.

Michel Klein a créé le 11 novembre 1982 avec le soutien de Jacques Chirac, alors maire de Paris, l'École de chiens guides pour aveugles et malvoyants de Paris, qui ouvrit en 1987 et qu'il présida jusqu'en 2004, idée commune avec Joachin Romero (en français : Joaquin Romero, en espagnol : Joaquín Romero), qui éduquait des chiens au Blanc-Mesnil. Un soir, des chiens de l'École, portant des colliers phosphorescents, sont aperçus par un enfant qui dit à sa mère : « Maman regarde des chiens lumière », ce qui fait tilt et donne l'idée de créer « La Fête du Chien Lumière », le 22 décembre 2001, jour du solstice d'hiver, nuit la plus longue de l'année. Ceci correspond à « Pour l'aveugle c'est la nuit permanente d'où ce symbole que le chien guide est sa lumière ». Un chien de 29 m de long sur 12 de large est réalisé sur la pelouse du Champ-de-Mars, au pied de la tour Eiffel, configuré par 200 spots et autant de déficients visuels accompagnés de leurs chiens guides. Cet événement, véritable première mondiale, filmé depuis le premier étage de la tour Eiffel est diffusé en direct sur FR3 et France 2 grâce à son ami Olivier Mazerolle, directeur de l'information. Dans l'Espace Joffre, face à l'École militaire, est réorganisée la seconde édition en présence du président de la Fédération internationale des écoles de chiens guides.

## Distinctions

### Médaille
En 2021, il reçoit la médaille de l'ordre des vétérinaires.

### Décoration
- Chevalier de la Légion d'honneur (1er janvier 1994). Nommé au titre de la Résistance, décoration proposée et remise par Édouard Balladur, alors Premier ministre.

## Émissions télévisées
- Les Animaux du monde, 1969, 2e chaîne « couleur »
- Les Mercredis de la jeunesse, 1973, ORTF
- Récré A2 Matin, 1986-1987, Antenne 2
- Club Dorothée, 1987-1997, TF1
- Terre, attention, danger, 1991-1995, TF1
- La chanson secrète, 2022, TF1, pour faire une surprise à Dorothée

## Chroniqueur
- Dorothée Magazine, 1989-1998

### Télévision
- 1991 : Le Cadeau de Noël
- 1995 : Talk Show

## Publications
- Ces bêtes qui m'ont fait homme, 1976, Robert Laffont, coll. « Vécu »   (ISBN 2-245-00538-4)
- Ce qu'ils nous apprennent, 1979, Robert Laffont, coll. « Vécu »  (ISBN 2-221-00330-6)
- L'avocat des bêtes, 2006, Éditions Anne Carrière  (ISBN 2843373743)
- Réussir son chien, avec Michel Hasbrouck, 2010, Éditions Helvedog  (ISBN 978-2-8399-0647-0)